# Политичке партије настале распадом СКЈ
Распадом Савеза комуниста Југославије његове републичке организавије су се током 1990. трансформисале у политичке партије социјалистичке и социјалдемократске оријентације, дистанцирајући се од идеологије комунизма и марксизма-лењинизма. Савез комуниста Југославије (СКЈ) био је водећа друштвено-политичка организација (политичка партија) у Социјалистичкој Федеративној Републици Југославији (СФРЈ) од 1945. до 1990. и састојао се од шест републичких и две покрајинске организације, као и организације у Југословенској народној армији (ЈНА).
Настао је априла 1919. под називом Социјалистичка радничка партија Југославије (комуниста), уједињењем социјалистичких и социјалдемократских партија и група које су деловале на подручју тада формиране Краљевине СХС. Победом револуционарне струје на Другом конгресу 1920. променио је назив у Комунистичка партија Југославије (КПЈ) и прихватио бољшевичку идеју револуционарног комунизма. Састојао се из покрајинских и обласних комитета који су деловали на одређеним деловима земље, а 1937. започео је процес формирања националних комунистичких партија унутар КПЈ. Најпре су формиране Комунистичка партија Словеније (април 1937) и Комунистичка партија Хрватске (август 1937), потом у току Народноослободилачког рата Комунистичка партија Македоније (март 1943) и Комунистичка партија Србије (мај 1945), а након тога Комунистичка партија Црне Горе (октобар 1948) и Комунистичка партија Босне и Херцеговине (новембар 1948). Одлукама Шестог конгреса КПЈ 1952. Комунистичка партија променила је назив у Савез комуниста.
Реформом партије на Осмом конгресу 1964, а посебно на Петом пленуму ЦК СКЈ октобра 1966, републичке организације све више су добијале самосталност у раду и одлучивању. Неколико година потом од покрајинских комитета за Војводину и Косово, који су били у саставу СК Србије, створени су Савез комуниста Косова (новембар 1968) и Савез комуниста Војводине (децембар 1968). Након Деветог конгреса, 1969. формирана је као засебна организација СКЈ у ЈНА.
У годинама након смрти Јосипа Броза Тита, СКЈ је постао лабава коалиција републичких и покрајинских организација, које су у годинама југословенске кризе имале различита гледишта за решавање друштвено-политичких, економских, привредних и етничких проблема. На размимоилажења у ставовима о будућности социјалистичког система, али и југословенске федерације, знатно су утицали и политички догађаји који су се одиграли у земљама чланицама Варшавског пакта, након пада Берлинског зида, у јесен 1989. године.
Прилика за разрешавање проблема и размимоилажења међу републичким организацијама Савеза комуниста био је ванредни Четрнаести конгрес, јануара 1990, али је на њему дошло до кулминације сукоба око концепције уређења партије, а самим тим и Југославије. Највећи сукоб вођен је између делегација СК Словеније и СК Србије, након чега су словеначка, а потом и хрватска делегација, напустиле Конгрес чиме је дошло до његовог прекида и распада СКЈ.
Распад Савеза комуниста имао је за последицу „раздруживање” осталих друштвено-политичких организација на савезном нивоу — Социјалистичког савеза радног народа Југославије (ССРН), Савеза социјалистичке омладине Југославије (ССОЈ), Савеза синдиката Југославије (ССЈ), изузев делимично Савеза удружења бораца Народноослободилачког рата (СУБНОР),  који је након 1991. наставио да функционише на остатку Југославије (Црна Гора и Србија). Попут организација Савеза комуниста, републичке организације Социјалистичког савеза радног народа и Савеза социјалистичке омладине трансформисала су се током 1990. у странке социјалистичке, социјалдемократске и либералне оријентације.

## Преглед
| Преглед трансформација републичких и покрајинских организација СКЈ у нове партије | Преглед трансформација републичких и покрајинских организација СКЈ у нове партије | Преглед трансформација републичких и покрајинских организација СКЈ у нове партије    | Преглед трансформација републичких и покрајинских организација СКЈ у нове партије | Преглед трансформација републичких и покрајинских организација СКЈ у нове партије | Преглед трансформација републичких и покрајинских организација СКЈ у нове партије | Преглед трансформација републичких и покрајинских организација СКЈ у нове партије |
| организација                                                                      | прелазни период                                                                   | прелазни период                                                                      | прелазни период                                                                   | нова партија                                                                      | нова партија                                                                      | нова партија                                                                      |
| организација                                                                      | датум промене                                                                     | прелазни назив                                                                       | реф                                                                               | датум промене                                                                     | нов назив                                                                         | реф                                                                               |
| --------------------------------------------------------------------------------- | --------------------------------------------------------------------------------- | ------------------------------------------------------------------------------------ | --------------------------------------------------------------------------------- | --------------------------------------------------------------------------------- | --------------------------------------------------------------------------------- | --------------------------------------------------------------------------------- |
| Савез комуниста Словеније                                                         | 4. фебруар 1990.                                                                  | Савез комуниста Словеније — Странка демократске реформе (СКС—СДП)                    | [ 1 ] [ 2 ]                                                                       | 27. октобар 1990.                                                                 | Странка демократске реформе                                                       | [ 3 ]                                                                             |
| Савез комуниста Хрватске                                                          | 11. фебруар 1990.                                                                 | Савез комуниста Хрватске — Странка демократских промена (СКХ—СДП)                    | [ 4 ]                                                                             | 3. новембар 1990.                                                                 | Странка демократских промена (СДП)                                                | [ 5 ]                                                                             |
| Савез комуниста Македоније                                                        | март 1990.                                                                        | Савез комуниста Македоније — Партија за демократски преображај (СКМ—ПДП)             |                                                                                   | 21. април 1991.                                                                   | Социјалдемократски савез Македоније (СДСМ)                                        |                                                                                   |
| Савез комуниста Босне и Херцеговине                                               | 17. мај 1990.                                                                     | Савез комуниста Босне и Херцеговине — Социјалистичка демократска странка (СКБиХ—СДП) | [ 6 ]                                                                             | 23. фебруар 1991.                                                                 | Социјалистичка демократска странка                                                | [ 7 ]                                                                             |
| Савез комуниста Србије                                                            | ——                                                                                | ——                                                                                   | ——                                                                                | 17. јул 1990.                                                                     | Социјалистичка партија Србије (СПС)                                               |                                                                                   |
| Савез комуниста Косова                                                            | ——                                                                                | ——                                                                                   | ——                                                                                | 12. октобар 1990.                                                                 | Покрајински одбор СПС за Косово и Метохију                                        |                                                                                   |
| Савез комуниста Војводине                                                         | ——                                                                                | ——                                                                                   | ——                                                                                | 20. октобар 1990.                                                                 | Покрајински одбор СПС за Војводину                                                |                                                                                   |
| Организација СК у ЈНА                                                             | ——                                                                                | ——                                                                                   | ——                                                                                | 24. децембар 1990.                                                                | Савез комуниста — Покрет за Југославију (СК—ПЈ)                                   | [ 8 ]                                                                             |
| Савез комуниста Црне Горе                                                         | ——                                                                                | ——                                                                                   | ——                                                                                | 22. јун 1991.                                                                     | Демократска партија социјалиста Црне Горе (ДПС)                                   |                                                                                   |

## Организације СКЈ

### СК Босне и Херцеговине
Након прекида Четрнаестог конгреса СКЈ, представници Савеза комуниста Босне и Херцеговине учествовали су у покушајима његове обнове, али пошто 30. марта 1990. на седницу Централног комитета СКЈ, нису дошли делегати СК Словеније, као ни већина делегата СК Хрватске и СК Македоније, напустили су седницу, чиме су прекинули везе са остатком Савеза комуниста Југославије. У току припрема за прве вишепартијске изборе у СР Босни и Херцеговини, одлуком Централног комитета СК Босне и Херцеговине 17. маја 1990. партија је променила назив у Савез комуниста Босне и Херцеговине – Странка демократских промена (СК БиХ–СДП).
Са новим називом СК БиХ наступио је и на првим вишепартијским изборима у Босни и Херцеговини одржаним 18. новембра 1990. године. На изборима су тријумфовале националне странке — муслиманска СДА, српска СДС и хрватска ХДЗ, а СК БиХ–СДП је освојио четврто место са око 13% гласова и 15 од 130 места у Већу грађана (бивше Друштвено-политичко веће) и 4 од 110 места у Већу општина Скупштине СР Босне и Херцеговине. Након избора, националне странке су се удружиле у колацију и формирале власт, а Савез комуниста БиХ је отишао у опозицују након 45 година.
На Конгресу СК БиХ–СДП, одржаном 23. фебруара 1991. у Сарајеву, из назива партије је избачен Савез комуниста и од тада се називала само Социјалистичка демократска партија (СДП). За председника партије тада је изабран Нијаз Дураковић, дотадашњи председник Председништва Централног комитета. Почетком рата у Босни и Херцеговини, априла 1992, партија је деловала само на подручју Републике Босна и Херцеговина, а њен председник је исте године постао члан Председништва Републике БиХ. На Конгресу одржаном 27. децембра 1992. партија је поново променила назив у Социјалдемократска партија Босне и Херцеговине (СДП БиХ), позивајући се на континуитет са Социјалдемократском странком Босне и Херцеговине, која је постојала од 1909. до 1919, када је њено чланство приступило Комунистичкој партији Југославије.
Од дела чланства Савеза комуниста Босне и Херцеговине, који се налазио на територији Републике Српске, формирана је 2. јуна 1993. у Бања Луци Социјалистичка партија (СП).

### СК Македоније
Савез комуниста Македоније (СКМ) је марта 1990. променио назив у Савез комуниста Македоније — Партија за демократски преображај (СКМ-ПДП), а 21. априла 1991. на XI конгресу је променио име у Социјалдемократски савез Македоније (СДСМ), под којим и данас активно делује у политичком животу Северне Македоније.
На првим вишепартијским изборима у СР Македонији, новембра 1990. Савез комуниста Македоније успео је да делимично очува власт. Услед недовољног броја мандата, није могао самостално да формира власт, али није могла ни опозиција, па је 20. марта 1991. формирана експертска техничка влада. Поред неколико министара из СДСМ и опозиционе ВМРО-ДПМНЕ, већина министара били су нестраначке личности, међу којима је било бивших чланова СК Македоније. Техничка влада реорганизована је 1992, када је премијер постао Бранко Црвенковски, лидер СДСМ. Након победе на изборима 1994. Црвенковски је остао премијер до 1998, када је на власт дошла опозиција. СДСМ је победила на изборима 2002. и 2016. након чега су премијери били — Владо Бучковски, Зоран Заев, Оливер Спасовски и Димитар Ковачевски.
Пре формирања техничке владе, Собрање СР Македоније је 27. јануара 1991. за председника Председништва СР Македоније избрало Киру Глигорова, који је 8. септембра исте године постао први председник Македоније. Иако је формално изабран као нестраначка личност, Глигоров је био дугогодишњи функционер СК Македоније и СК Југославије, а председничку дужност обављао је до новембра 1999. године. Након њега председници Републике Македоније била су још двојица кандидата СДСМ — Бранко Црвенковски, од 2004. до 2009. и Стево Пендаровски, од 2019 до 2024. године.

### СК Словеније
Након одласка делегације словеначких комуниста са Четрнаестог ванредног конгреса СКЈ, Савез комуниста Словеније је 4. фебруара 1990. одржао партијску конференцију на којој је променио назив у Савез комуниста Словеније – Странка демократских реформи (словен. Zveza komunistov Slovenije – Stranka demokratične prenove; скраћено: СКС–СДР и ZKS–SDP) и прекинуо везе са Савезом комуниста Југославије. Пар дана након допуне имена, руководство СКС–СДР је издало саопштење у коме је појаснило допуну, с обзиром да су неки југословенски медији приликом превођења са словеначког на српскохрватски језик допуњено име странке преводили као Странка демократске обнове, истичући да се неради о обнови већ о реформи.
Са новим допуњеним именом партија је наступила на првим вишепартијским изборима у Словенији, одржаним априла 1990. и освојила прво место са 17,3% гласова, али је изгубила власт јер су партије опозиције, удружене у коалицију ДЕМОС, осовојиле у збиру 54,8% гласова. Упоредо са изборима за Скупштину, одржани су и избори за Председништво, на којима је у другом кругу одржаном 22. априла победио Милан Кучан, кандидат СКС–СДР и постао први председник Словеније.
Након избора, у Новој Горици је 27. октобар 1991. одржан Конгрес СКС–СДР на коме је из назива избачен Савез комуниста, након чега је коришћен само назив Странка демократских реформи. На Конгресу је за председника странке изабран Цирил Рибичич, дотадашњи председник Председништва Централног комитета. Након расцепа у коалицији ДЕМОС, маја 1992. формирана је нова Влада Словеније, чији је председник био Јанез Дрновшек, бивши члан Председништва СФРЈ и његов председник (1989—1990), а СДР је ушла у Владу.
На парламентарним изборима децембра 1992. Странка демократских реформи учествовала је у коалицији Здружена листа и освојила треће место са 13,5% гласова. Највише гласова на изборима освојила је Либерална демократија Словеније (реформисани Савез социјалистичке омладине Словеније), након чега је Владу поново формирао Јанез Дрновшек, а чланице Здружне листе ушле у њен састав. Истовремено су одржани и председнички избори на којима је поново победио Милан Кучан, али као независни кандидат. На Конгресу одржаном 29. маја 1993. СДР се удружила са Радничком партијом, Социјалдемократском унијом и две групе из тадашње Социјалистичке партије и Демократске партије пензионера стварајући нову партију под именом Здружена листа социјалдемократа (словен. Združeno listo socialnih demokratov; скраћено: ЗЛСД и ZLSD). За председника странке тада је изабран Јанез Коцијанчич. Због неслагања око вођења социјалне политике и односа према пензионерима, ЗЛСД је јануара 1996. напустила Владу и све до новембра 2000. била у опозицији, када је ушла у владу коју је поново формирао Дрновшек.
Године 1995. ЗЛСД је и формално усвојила социјалдемократски програм и наредне године постала део Социјалистичке интернационале. На Конгресу одржаном 2. априла 2005. ЗЛСД је поменила назив у Социјалдемократе (словен. Socialni demokrati; скраћено СД и SD)

### СК Србије
Савез комуниста Србије (СКС) се 16. јула 1990, на XII конгресу, ујединио са Социјалистичким савезом радног народа Србије (ССРНС) и формирао нову партију под називом Социјалистичка партија Србије (СПС), која и данас под активно делује у политичком животу Србије.
На првим вишепартијским изборима у Србији, децембра 1990. СПС је успео да очува власт, коју је задржао све до петооктобарских промена 2000. године. За то време СПС је формирао четири политичке и једну техничку владу, на чијем челу су се налазили — Драгутин Зеленовић, Радоман Божовић, Никола Шаиновић, Мирко Марјановић и Миломир Минић. Након избора 2008. СПС поново учествује у власти, а од 2012. до 2014. имао је премијера Ивицу Дачића.
Слободан Милошевић, лидер СК Србије, за председника Председништва СР Србије први пут је изабран 8. маја 1989, а потом и на непосредним изборима новембра исте године. На првим вишепартијским председничким изборима, децембра 1990. однео је убедљиву победу, коју је поновио и на изборима 1992. године. Након Милошевића, функцију  председника Србије је од 1997. до 2002. обављао Милан Милутиновић, кандидат СПС.
На савезном нивоу, СПС је од 1990. до 2000. учествовао у коалиционој власти, најпре са СК Црне Горе/ДПС, а потом са СНП. Од 1992. до 2000. председници СРЈ били су Добрица Ћосић, као нестраначка личност (ранији члан СК Србије), а потом Зоран Лилић и Слободан Милошевић, као кандидати СПС.

### СК Хрватске
Делегација Савеза комуниста Хрватске је на Четрнестом ванредном конгресу СКЈ подржала словеначку делегацију и након њеног одласка са Конгреса учинила исто. Након напуштања Конгреса, СК Хрватске је прекинуо односе са Савезом комуниста Југославије, што је потврђено на седници Централног комитета одржаној 10. и 11. фебруара 1990. године. На истој седници донета је одлука о измени назива партије у Савез комуниста Хрватске – Странка демократских промена (СКХ–СДП).
Са измењеним именом СКХ–СДП је наступио на првим вишепартијским изборима у Хрватској, одржаним априла 1990. и осовојио друго место са 26% гласова, односно 96 (од 351) места у Сабору СР Хрватске. Како је опозициона ХДЗ имала довољан број мандата за формирање Владе, СКХ–СДП је након 45 година власти прешао у опозицију.
На Једанаестом конгресу СКХ–СДП одржаном 3. новембра 1990. у Загребу, из назива партије избачен је Савез комуниста, након чега је коришћен само назив Странка демократских промена. На Конгресу, који је прерастао у Прву конвенцију СДП за председника странке изабран је Ивица Рачан, дотадашњи председник Председништва Централног комитета. На годињој скупштини СДП, 9. децембра 1991. странка је поново променила назив и од тада се звала Социјалдемократска партија Хрватске – Странка демократских промена задржавајући скраћеницу СДП. Промена назива, довела је до спора са Социјалдемократском странком Хрватске (СДСХ), па је нов назив странке потврђен тек 1992. одлуком суда. На Четвртој конвенцији странке 16. јануара 1993. странка је из назива избацила додатак Странка демократских промена и од тада се зове Социјалдемократска партија Хрватске.
СДП је била опозициона странка све до парламентарних избора, јануара 2000. када је у Коалицији са још три странке освојила 38,7% гласова и 71 посланички мандат у Сабору, након чега је формирала Владу чији је премијер био Ивица Рачан. Од 2003. поново је била у опозицији до избора 2011. када је премијер постао Зоран Милановић (2011—2016). СДП је дао и двојицу председника Хрватске — Иву Јосиповића (2010—2015) и Зорана Милановића (тренутни).

### СК Црне Горе
Савез комуниста Црне Горе (СКЦГ) је најкасније од свих републичких организација СКЈ променио назив, тек јуна 1991, када је постао Демократска партија социјалиста Црне Горе (ДПС ЦГ). Такође, био је једина републичка организација СКЈ која је на прве вишестраначке изборе изашла са старим називом и успела да сачува власт. Партија под овим називом и данас делује у Црној Гори.
На првим вишепартијским изборима у Црној Гори, децембра 1990. СК Црне Горе је успео да очува власт, а након тога је као реформисана Демократска партија социјалиста на власти био све до августа 2020. године. За то време дао је петорицу премијера — Мила Ђукановића, Филипа Вујановића, Жељка Штурановића, Игора Лукшића и Душка Марковића, као и тројицу председника — Момира Булатовића, Филипа Вујановића и Мила Ђукановића.

### Организација СК у ЈНА
Руководство Организације Савеза комуниста у ЈНА сматрало је да по сваку цену треба сачувати политичко јединство Савеза комуниста Југославије, а након прекида Четранестог конгреса, њени представници су заједно са представницима СК Србије и СК Црне Горе учествовали у безуспешном покушају обнове СКЈ. Сматрали су да одбраном СКЈ бране ЈНА, а самим тим и СФРЈ, због чега су се противили претварању републичких организација СК у самосталне политичке партије. Ошто су се противили захтевима за деполитизацију Југословенске народне армије, који су били све галаснији, након одржавања вишепартијских избора у југословенским републикама. Увиђајући да је опстанак партијске организације у ЈНА све немогућнији, формирали су Иницијативни одбор за оснивање Савеза комуниста – Покрета за Југославију (СК–ПЈ) који је себе сматрао политичким и правним наследником Савеза комуниста Југославије (СКЈ).
Промоција СК–ПЈ одржана је 19. новембра 1990. у Београду и присуствовао јој је готово цео војни врх — Кадијевић, Аџић, Бровет, као и неколико истакнутих пензионисаних руковдилаца ЈНА — Љубичић, Мамула, Чанади, Грачанин, Мирковић, Петковски и др. Након промоције нове партије, Организација СК у ЈНА је 17. децембра 1990. одржала последњу Десету конференцију на којој је у складу са одлуком о деполитизацији ЈНА престала са радом. Конфернција СК–ПЈ одржана је 24. децембра 1990. и на њој је изабрано руководство партије — председник Драган Атанасовски, ранији председник Општинског комитета СК у Куманову и Изврши одбор, у који су поред понезионисаних генерала ушли и универзитетски професори Мира Марковић и Никола Матовски.
Пошто је формиран након одржавања вишепартијских избора у свим републикама СФРЈ, једини избори на којима је СК–ПЈ учествовао били су савезни парламентрани избори, одржани маја 1992. након формирања Савезне Републике Југославије, на којима је осовоји два посланичка места. Временом је дошло до осипања чланства, као и поделе у руководству, након чега се партија поделила у две фракције. Прва већа фракција, предвођена Миром Марковић је СК–ПЈ ујединила са коалицијом од 23 левичарске и комунистичке партије и формирала Југословенску левицу (ЈУЛ), партију која је била активна у политичком животу Србије до петооктобарских промена 2000, а престала је да постоји 2010. године. Друга мања фракцију, формирала је нову партију под називом Савез комуниста Југославије у Србији, а на њеном челу налазио се пензионисани генерал Стеван Мирковић.

## Изборни резултати и учешће у власти
| СК БиХ → СДП         | парламент     | [ ж ]  | [ ж ]  | [ ж ]  | [ ж ]  |        |        |        |        |        |        |        |        |        |        |        |        |        |        |        |        |        |        |        |        |        |        |        |        |        |        |        |        |        |        |        |        |        |        |        |        |        |        |        |        | [ з ]  | [ з ]  | [ з ]  | [ з ]  | [ з ]  |        |        |        |        |        |        |        |        |        |        |        |        |        |        |        |        |        |        |        |        |        |        |        |        |        |        |        |        |        |        |        |  |  |  |  |  |  |  |  |  |  |
| СК БиХ → СДП         | председништво | [ и ]  | [ и ]  | [ и ]  | [ и ]  |        |        |        |        |        |        |        |        |        |        |        |        |        |        |        |        |        |        |        |        |        |        |        |        |        |        |        |        |        |        |        |        |        |        |        |        |        |        |        |        |        | [ ј ]  | [ ј ]  | [ ј ]  | [ ј ]  | [ ј ]  | [ ј ]  | [ ј ]  |        |        |        |        |        |        |        |        |        |        |        |        |        |        |        |        |        |        |        |        |        |        |        |        |        |        |        |        |  |  |  |  |  |  |  |  |  |  |
| СК Македоније → СДСМ | парламент     | [ к ]  | [ к ]  | [ к ]  | [ к ]  | [ к ]  | [ л ]  | [ л ]  | [ л ]  | [ л ]  | [ л ]  | [ л ]  | [ љ ]  | [ љ ]  | [ љ ]  | [ љ ]  | [ љ ]  | [ љ ]  | [ љ ]  | [ љ ]  | [ љ ]  | [ љ ]  | [ љ ]  | [ љ ]  | [ љ ]  | [ љ ]  | [ љ ]  | [ љ ]  | [ љ ]  | [ љ ]  | [ љ ]  | [ љ ]  | [ љ ]  | [ љ ]  | [ љ ]  | [ љ ]  | [ љ ]  |        |        |        |        |        |        |        |        |        |        |        |        |        |        |        | [ м ]  | [ м ]  | [ м ]  | [ м ]  | [ м ]  | [ м ]  | [ м ]  | [ м ]  | [ м ]  | [ м ]  | [ м ]  | [ м ]  | [ м ]  | [ м ]  | [ м ]  |        |        |        |        |        |        |        |        |        |        |        |        |        |        |  |  |  |  |  |  |  |  |  |  |
| СК Македоније → СДСМ | председник    | [ н ]  | [ н ]  | [ н ]  | [ н ]  | [ њ ]  | [ њ ]  | [ њ ]  | [ њ ]  | [ њ ]  | [ њ ]  | [ њ ]  | [ њ ]  | [ њ ]  | [ њ ]  | [ њ ]  | [ њ ]  | [ њ ]  | [ њ ]  | [ њ ]  | [ њ ]  | [ њ ]  | [ њ ]  | [ њ ]  | [ њ ]  | [ њ ]  | [ њ ]  | [ њ ]  | [ њ ]  | [ њ ]  | [ њ ]  | [ њ ]  | [ њ ]  | [ њ ]  | [ њ ]  | [ њ ]  | [ њ ]  | [ њ ]  | [ њ ]  | [ њ ]  | [ њ ]  |        |        |        |        |        |        |        |        |        |        |        |        |        |        |        |        |        |        | [ о ]  | [ о ]  | [ о ]  | [ о ]  | [ о ]  | [ о ]  | [ о ]  | [ о ]  | [ о ]  | [ о ]  | [ о ]  | [ о ]  | [ о ]  | [ о ]  | [ о ]  | [ о ]  | [ о ]  | [ о ]  | [ о ]  | [ о ]  |        |        |  |  |  |  |  |  |  |  |  |  |
| СК Словеније → СД    | парламент     | [ п ]  | [ п ]  |        |        |        |        |        |        |        |        | [ р ]  | [ р ]  | [ р ]  | [ р ]  | [ р ]  | [ р ]  | [ р ]  | [ р ]  | [ р ]  | [ р ]  | [ р ]  | [ р ]  | [ р ]  | [ р ]  |        |        |        |        |        |        |        |        |        |        |        |        |        |        |        |        |        |        |        | [ с ]  | [ с ]  | [ с ]  | [ с ]  | [ с ]  | [ с ]  | [ с ]  | [ с ]  | [ с ]  | [ с ]  | [ с ]  | [ с ]  | [ с ]  | [ с ]  | [ с ]  | [ с ]  | [ с ]  |        |        |        |        |        |        |        |        |        |        |        |        |        |        |        | [ т ]  | [ т ]  | [ т ]  | [ т ]  | [ т ]  |  |  |  |  |  |  |  |  |  |  |
| СК Словеније → СД    | председник    | [ ћ ]  | [ ћ ]  | [ у ]  | [ у ]  | [ у ]  | [ у ]  | [ у ]  | [ у ]  | [ у ]  | [ у ]  | [ у ]  | [ у ]  | [ у ]  | [ у ]  | [ у ]  | [ у ]  | [ у ]  | [ у ]  | [ у ]  | [ у ]  | [ у ]  | [ у ]  | [ у ]  | [ у ]  | [ у ]  | [ у ]  | [ у ]  | [ у ]  | [ у ]  | [ у ]  | [ у ]  | [ у ]  | [ у ]  | [ у ]  | [ у ]  | [ у ]  | [ у ]  | [ у ]  | [ у ]  | [ у ]  | [ у ]  | [ у ]  | [ у ]  | [ у ]  | [ у ]  | [ у ]  | [ у ]  | [ у ]  | [ у ]  | [ у ]  | [ у ]  | [ у ]  |        |        |        |        |        |        |        |        |        |        |        |        |        |        |        |        |        |        |        |        |        |        |        |        |        |        |        |        |  |  |  |  |  |  |  |  |  |  |
| СК Србије → СПС      | парламент     | [ ф ]  | [ ф ]  | [ ф ]  | [ ф ]  | [ ф ]  | [ х ]  | [ х ]  | [ х ]  | [ х ]  | [ х ]  | [ х ]  | [ х ]  | [ х ]  | [ х ]  | [ ц ]  | [ ц ]  | [ ц ]  | [ ц ]  | [ ц ]  | [ ц ]  | [ ц ]  | [ ц ]  | [ ц ]  | [ ц ]  | [ ц ]  | [ ц ]  | [ ц ]  | [ ц ]  | [ ц ]  | [ ц ]  | [ ц ]  | [ ц ]  | [ ц ]  | [ ц ]  | [ ц ]  | [ ц ]  | [ ц ]  | [ ц ]  | [ ц ]  | [ ц ]  | [ ц ]  | [ ц ]  | [ ц ]  | [ ц ]  | [ ц ]  |        |        |        |        |        |        |        |        |        |        |        |        |        |        |        |        |        |        |        |        |        |        |        |        |        |        |        |        |        | [ ч ]  | [ ч ]  | [ ч ]  | [ ч ]  | [ ч ]  | [ ч ]  |  |  |  |  |  |  |  |  |  |  |
| СК Србије → СПС      | председник    | [ џ ]  | [ џ ]  | [ џ ]  | [ џ ]  | [ ш ]  | [ ш ]  | [ ш ]  | [ ш ]  | [ ш ]  | [ ш ]  | [ ш ]  | [ ш ]  | [ ш ]  | [ ш ]  | [ ш ]  | [ ш ]  | [ ш ]  | [ ш ]  | [ ш ]  | [ ш ]  | [ ш ]  | [ ш ]  | [ ш ]  | [ ш ]  | [ ш ]  | [ ш ]  | [ ш ]  | [ ш ]  | [ ш ]  | [ ш ]  | [ ш ]  | [ ш ]  | [ ш ]  | [ ш ]  | [ ш ]  | [ ш ]  | [ ш ]  | [ ш ]  | [ ш ]  | [ ш ]  | [ ш ]  | [ ш ]  | [ ш ]  | [ ш ]  | [ ш ]  | [ ш ]  | [ ш ]  | [ ш ]  | [ ш ]  | [ ш ]  | [ ш ]  | [ ш ]  |        |        |        |        |        |        |        |        |        |        |        |        |        |        |        |        |        |        |        |        |        |        |        |        |        |        |        |        |  |  |  |  |  |  |  |  |  |  |
| СК Хрватске → СДП    | парламент     | [ аа ] | [ аа ] |        |        |        |        |        |        |        |        |        |        |        |        |        |        |        |        |        |        |        |        |        |        |        |        |        |        |        |        |        |        |        |        |        |        |        |        |        |        | [ аб ] | [ аб ] | [ аб ] | [ аб ] | [ аб ] | [ аб ] | [ аб ] | [ аб ] | [ аб ] | [ аб ] | [ аб ] | [ аб ] | [ аб ] | [ аб ] | [ аб ] | [ аб ] |        |        |        |        |        |        |        |        |        |        |        |        |        |        |        |        |        |        |        |        |        |        |        |        |  |  |  |  |  |  |  |  |  |  |
| СК Хрватске → СДП    | председник    | [ ав ] | [ ав ] |        |        |        |        |        |        |        |        |        |        |        |        |        |        |        |        |        |        |        |        |        |        |        |        |        |        |        |        |        |        |        |        |        |        |        |        |        |        |        |        |        |        |        |        |        |        |        |        |        |        |        |        |        |        |        |        |        |        |        |        |        |        |        |        |        |        |        |        |        |        |        |        |        |        |        |        |        |        |  |  |  |  |  |  |  |  |  |  |
| СК Црне Горе → ДПС   | парламент     | [ аг ] | [ аг ] | [ аг ] | [ аг ] | [ аг ] | [ ад ] | [ ад ] | [ ад ] | [ ад ] | [ ад ] | [ ад ] | [ ад ] | [ ад ] | [ ад ] | [ ад ] | [ ад ] | [ ад ] | [ ад ] | [ ад ] | [ ад ] | [ ад ] | [ ад ] | [ ад ] | [ ад ] | [ ад ] | [ ад ] | [ ад ] | [ ад ] | [ ад ] | [ ад ] | [ ад ] | [ ад ] | [ ад ] | [ ађ ] | [ ађ ] | [ ађ ] | [ ађ ] | [ ађ ] | [ ађ ] | [ ађ ] | [ ађ ] | [ ађ ] | [ ађ ] | [ ађ ] | [ ађ ] | [ ађ ] | [ ађ ] | [ ађ ] | [ ађ ] | [ ађ ] | [ ађ ] | [ ађ ] | [ ађ ] | [ ађ ] | [ ађ ] | [ ађ ] | [ ађ ] | [ ађ ] | [ ађ ] | [ ађ ] | [ ађ ] | [ ађ ] | [ ађ ] | [ ађ ] | [ ађ ] | [ ађ ] | [ ађ ] | [ ађ ] | [ ађ ] | [ ађ ] | [ ађ ] | [ ађ ] | [ ађ ] | [ ађ ] | [ ађ ] | [ ађ ] | [ ађ ] | [ ађ ] | [ ађ ] | [ ађ ] |  |  |  |  |  |  |  |  |  |  |
| СК Црне Горе → ДПС   | председник    | [ ае ] | [ ае ] | [ ае ] | [ ае ] | [ аж ] | [ аж ] | [ аж ] | [ аж ] | [ аж ] | [ аж ] | [ аж ] | [ аж ] | [ аж ] | [ аж ] | [ аж ] | [ аж ] | [ аж ] | [ аж ] | [ аж ] | [ аж ] | [ аж ] | [ аж ] | [ аж ] | [ аж ] | [ аж ] | [ аж ] | [ аж ] | [ аж ] | [ аж ] | [ аж ] | [ аж ] | [ аж ] | [ аж ] | [ аж ] | [ аж ] | [ аж ] | [ аж ] | [ аж ] | [ аж ] | [ аж ] | [ аж ] | [ аж ] | [ аж ] | [ аж ] | [ аж ] | [ аж ] | [ аж ] | [ аж ] | [ аж ] | [ аж ] | [ аж ] | [ аж ] | [ аж ] | [ аж ] | [ аж ] | [ аж ] | [ аж ] | [ аж ] | [ аж ] | [ аж ] | [ аж ] | [ аж ] | [ аж ] | [ аж ] | [ аж ] | [ аж ] | [ аж ] | [ аж ] | [ аж ] | [ аж ] | [ аж ] | [ аж ] | [ аж ] | [ аж ] | [ аж ] | [ аж ] | [ аж ] | [ аж ] | [ аж ] | [ аж ] |  |  |  |  |  |  |  |  |  |  |

      Апсолутна власт
      Учешће у власти већинско
      Учешће у власти мањинско
      Опозиција
      Председник

## Остале друштвено-политичке организације

### Савез социјалистичке омладине
На Тринаестом конгресу Савеза социјалистичке омладине Југославије (ССОЈ) одржаном 25. и 26. маја у Љубљани дошло је до гашења ове организације, после чега су његове републичке организације наставиле да делују самостално трансформишу се у политичке партије углавном либералне оријентације.
- Савез социјалистичке омладине Србије распуштен је 12. маја 1990, а његови правни насленици били су — Омладински савез Србије и странка Социјалдемократски савез младих Србије—Нова демократија, која је формирана 10. јула 1990. године. Странка је 29. августа променила је назив у Нова демократија—Покрет за Србију, али је углавном деловала под скраћеним називом Нова демократија. Средином 2003. преименована је у Либерали Србије. У почетку опозициона странка, у периоду 1994—1997. била је део владајуће коалиције СПС—ЈУЛ, а потом се вратила у опозицију и била део Демократске опозиције Србије (ДОС), са којом је 2000—2004. била на власти. Угашена је априла 2010. године.

### Социјалистички савез радног народа
Током 1990. неке од републичких организација Социјалистичког савеза радног народа Југославије (ССРНЈ) трансформисање су се у политичке партије социјалистичке оријентације. ССРН Хрватске и ССРН Словеније су се јуна 1990. трансформисали у Социјалистичку странку Хрватске и Социјалистичку странку Словеније (словен. Socialistična stranka Slovenije), док се ССРН Србије јула исте године ујединио са СК Србије и формирао Социјалистичку партију Србије.